# Odilo Scherer
Odilo Pedro Scherer (ur. 21 września 1949 w Cerro Largo) – brazylijski duchowny rzymskokatolicki, biskup pomocniczy w archidiecezji São Paulo w latach 2001–2007, arcybiskup São Paulo od 2007, kardynał prezbiter od 2007.

## Życiorys
Uczył się w Niższym Seminarium Duchownym św. Józefa w Kurytybie. W tym samym mieście w Seminarium Królowej Apostołów studiował filozofię, a teologię w studium teologicznym. W latach 1970–1975 studiował na Wydziale Pedagogicznym Uniwersytetu Passo Fundo.
Święcenia kapłańskie otrzymał 7 grudnia 1976 w Quatro Pontes i został inkardynowany do diecezji Toledo. W latach 1977–1978 był rektorem Niższego Seminarium św. Józefa w Cascavel, a następnie w latach 1979–1982 i 1993 rektorem Seminarium Diecezjalnego Maria Mãe da Igreja w Toledo. Od 1980 do 1985 wykładał filozofię na Wydziale Nauk Humanistycznych Arnalda Busatta w Toledo, a w latach 1985–1994 był profesorem na Universidade Estadual do Oeste do Paraná w Toledo. W 1985 wykładał teologię w Instytucie Teologicznym Pawła VI w Londrinie. W latach 1985–1988 był wikariuszem, a następnie proboszczem w parafii katedralnej Chrystusa Króla w Toledo i członkiem Krajowej Komisji ds. Duchowieństwa przy Konferencji Episkopatu Brazylii. W latach 1991–1992 był rektorem seminarium teologicznego w Cascavel, a od 1991 do 1993 dyrektorem Międzydiecezjalnego Ośrodka Teologicznego w tym mieście.
Uzyskał doktorat w dziedzinie teologii na Papieskim Uniwersytecie Gregoriańskim (1988–1996), tam też studiował filozofię (1994–1996). W latach 1994–2001 był konsultorem Kongregacji ds. Biskupów.
28 listopada 2001 został mianowany biskupem pomocniczym w archidiecezji São Paulo oaz biskupem tytularnym Novi. Sakrę biskupią przyjął 2 lutego 2002 w Toledo. W latach 2003–2007 był sekretarzem generalnym Konferencji Episkopatu Brazylii.
21 marca 2007 został mianowany arcybiskupem São Paulo. W tym samym roku pełnił funkcję drugiego sekretarza generalnego V Konferencji Ogólnej Rady Episkopatów Ameryki Łacińskiej i Karaibów, która odbywała się w Aparecidzie w Brazylii.
Na konsystorzu z dnia 24 listopada 2007, z nominacji Benedykta XVI, został włączony do grona kolegium kardynalskiego z tytułem prezbitera SantˈAndrea al Quirinale.
Był wymieniany jako jeden z poważniejszych kandydatów do objęcia papiestwa (tzw. papabile) po abdykacji Benedykta XVI w lutym 2013 roku. Brał udział w konklawe 2025, które wybrało papieża Leona XIV.